# Robert Milligan
Robert Milligan (1746 - 21 de mayo de 1809) fue un destacado comerciante, armador de barcos y esclavista escocés, y fue la fuerza impulsora detrás de la construcción de los Muelles de las Indias Occidentales (West India Docks) en Londres.
Tras haberse criado en las plantaciones azucareras de su adinerada familia en Jamaica, Milligan dejó la isla caribeña en 1779 para establecerse en Londres, donde vivió en Hampstead por un período. En 1809, el año de su muerte, Milligan tenía 526 esclavos que trabajaban en sus plantaciones azucareras de Kellet's y Mammee Gully.

## Dársenas de la Indias Occidentales
Indignado por las pérdidas económicas debidas a los robos y a las demoras en los muelles ribereños de Londres, Milligan encabezó un grupo de poderosos empresarios que planificaron y construyeron los Muelles de las Indias Occidentales, que tendrían durante un período de 21 años el monopolio de las importaciones en Londres de productos de las Indias Occidentales tales como el azúcar, el ron y el café. La primera piedra de los Muelles se colocó en julio de 1800, cuando Milligan era vicepresidente de la Compañía de los Muelles de las Indias Occidentales (West India Dock Company). Sus fuertes contactos con el establishment político de la época fueron evidentes para los asistentes a la ceremonia, dado que la piedra fue colocada por el Lord Canciller Lord Loughborough, el primer ministro William Pitt el Joven, el presidente de la Compañía, George Hibbert, y él mismo.
Los Muelles abrieron oficialmente poco más de dos años después, en agosto de 1802. Milligan más tarde también ocupó el cargo de presidente de la Compañía. 

## Monumento a Robert Milligan

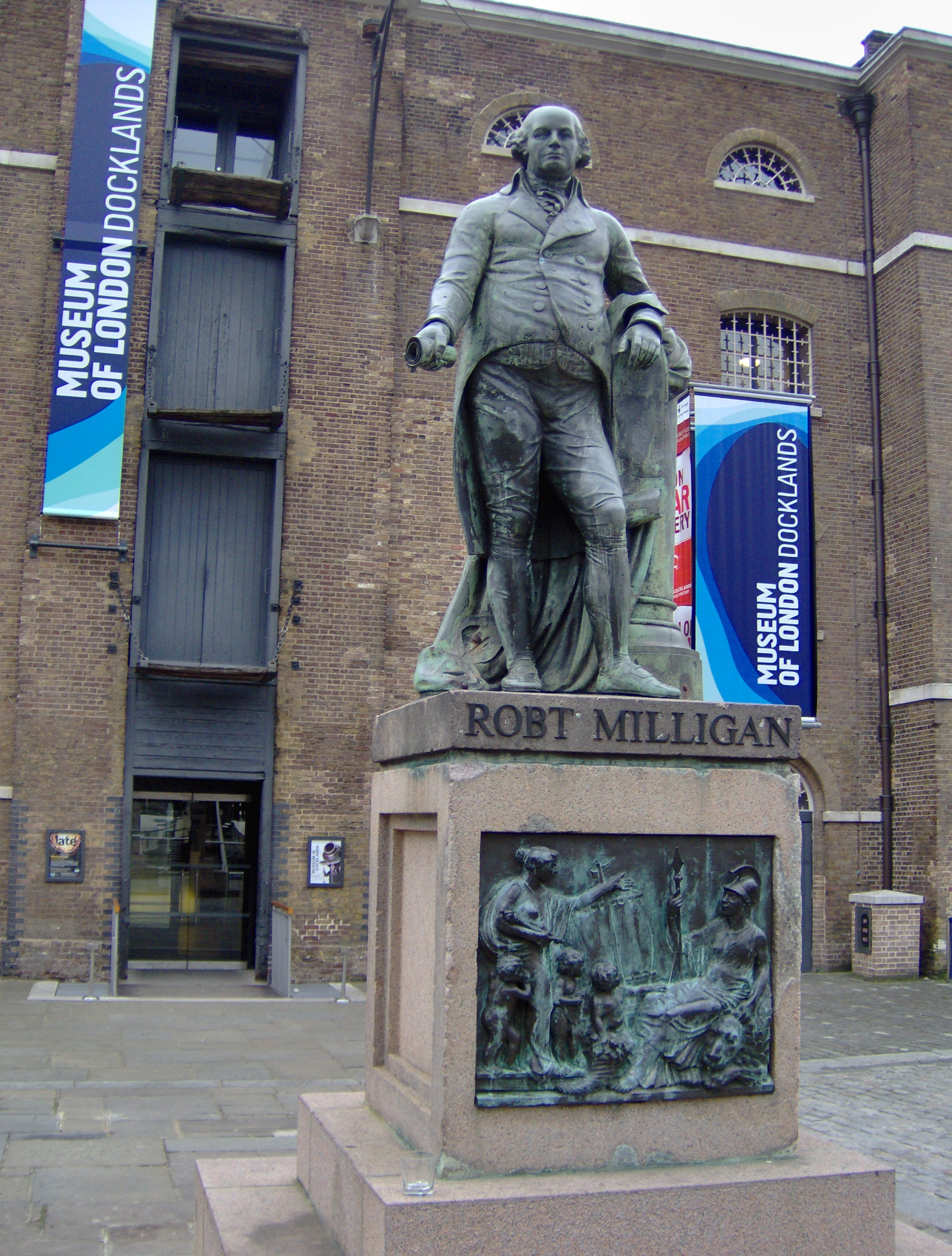
Estatua de Robert Milligan anteriormente en frente del Museo de los Docklands de Londres, obra de Richard Westmacott

Una estatua de Milligan, creada por Richard Westmacott en mayo de 1809, se situaba en frente del Museo de los Docklands de Londres. La autoridad local retiró la estatua el 9 de junio de 2020 para «reconocer los deseos de la comunidad», después de que los manifestantes antirracistas retiraran la estatua de Edward Colston en Bristol en respuesta al asesinato de George Floyd en Estados Unidos.
Milligan también tiene una calle local con su nombre: la Calle Milligan (Milligan Street), ubicada cerca de la estación de DLR de Westferry, justo al lado de Narrow Street, en Limehouse. 